# Виртуальная чёрная дыра
Виртуальная чёрная дыра — гипотетический объект квантовой гравитации: чёрная дыра, возникшая в результате квантовой флуктуации пространства-времени. Является одним из примеров так называемой квантовой пены и гравитационным аналогом виртуальных электрон-позитронных пар в квантовой электродинамике.
Появление виртуальных чёрных дыр на планковском масштабе является следствием соотношений неопределённостей
{\displaystyle \Delta R_{\mu }\Delta x_{\mu }\geq \ell _{P}^{2}={\frac {\hbar G}{c^{3}}}}
где {\displaystyle R_{\mu }} — компонента  радиуса кривизны малой области пространства-времени; {\displaystyle x_{\mu }} — координата малой области; {\displaystyle \ell _{P}} — планковская длина; {\displaystyle \hbar } — постоянная  Дирака; {\displaystyle G} — гравитационная постоянная Ньютона; {\displaystyle c} — скорость света. Указанные соотношения неопределённостей являются другой формой соотношений неопределённостей Гейзенберга применительно к планковскому масштабу.
В самом деле, указанные соотношения неопределённостей можно получить, исходя из уравнений Эйнштейна
| {\displaystyle G_{\mu \nu }+\Lambda g_{\mu \nu }={8\pi G \over c^{4}}T_{\mu \nu }} |
где {\displaystyle G_{\mu \nu }=R_{\mu \nu }-{R \over 2}g_{\mu \nu }} — тензор Эйнштейна, который объединяет тензор Риччи, скалярную кривизну и метрический тензор, {\displaystyle R_{\mu \nu }} — тензор Риччи, получающийся из тензора кривизны пространства-времени {\displaystyle R_{abcd}} посредством свёртки его по паре индексов, {\displaystyle R} — скалярная кривизна, то есть свёрнутый тензор Риччи, {\displaystyle g_{\mu \nu }} — метрический тензор, {\displaystyle \Lambda } — космологическая постоянная, а {\displaystyle T_{\mu \nu }} представляет собой тензор энергии-импульса материи, {\displaystyle \pi } — число пи, {\displaystyle c} — скорость света в вакууме, {\displaystyle G} — гравитационная постоянная Ньютона).
При выводе своих уравнений Эйнштейн предположил, что физическое пространство-время является римановым, т.е. искривлённым.  Малая область риманова пространства близка к плоскому пространству.
Для любого тензорного поля {\displaystyle N_{\mu \nu ...}} величину {\displaystyle N_{\mu \nu ...}{\sqrt {-g}}} можно назвать тензорной плотностью, где {\displaystyle g} — определитель метрического тензора {\displaystyle g_{\mu \nu }}. Когда область интегрирования мала, {\displaystyle \int N_{\mu \nu ...}{\sqrt {-g}}\,d^{4}x} является тензором. Если область интегрирования не мала, то этот интеграл не будет тензором, так как представляет собой сумму тензоров, заданных в разных точках и, следовательно, не преобразуется по какому-либо простому закону при преобразованиях координат . Здесь рассматриваются только малые области. Вышесказанное справедливо и при интегрировании по трёхмерной гиперповерхности {\displaystyle S^{\nu }}. 
Таким образом, уравнения Эйнштейна для малой области псевдориманова пространства-времени можно проинтегрировать по трёхмерной гиперповерхности {\displaystyle S^{\nu }}. Имеем 
{\displaystyle {\frac {1}{4\pi }}\int \left(G_{\mu \nu }+\Lambda g_{\mu \nu }\right){\sqrt {-g}}\,dS^{\nu }={2G \over c^{4}}\int T_{\mu \nu }{\sqrt {-g}}\,dS^{\nu }}
Так как интегрируемая область пространства-времени мала, получаем тензорное уравнение 
| {\displaystyle R_{\mu }={\frac {2G}{c^{3}}}P_{\mu }} |
где {\displaystyle P_{\mu }={\frac {1}{c}}\int T_{\mu \nu }{\sqrt {-g}}\,dS^{\nu }} — 4-импульс, {\displaystyle R_{\mu }={\frac {1}{4\pi }}\int \left(G_{\mu \nu }+\Lambda g_{\mu \nu }\right){\sqrt {-g}}\,dS^{\nu }} — радиус кривизны малой области пространства-времени.
Полученное тензорное уравнение можно переписать в другом виде. Так как {\displaystyle P_{\mu }=mc\,U_{\mu }} то
{\displaystyle R_{\mu }={\frac {2G}{c^{3}}}mc\,U_{\mu }=r_{g}\,U_{\mu }}
где {\displaystyle r_{g}} — радиус Шварцшильда, {\displaystyle U_{\mu }} — 4-скорость, {\displaystyle m} — гравитационная масса. Эта запись раскрывает физический смысл величин {\displaystyle R_{\mu }} как компонент гравитационного радиуса {\displaystyle r_{g}}.
В малой области пространство-время практически плоское и это уравнение можно написать в операторном виде
{\displaystyle {\hat {R}}_{\mu }={\frac {2G}{c^{3}}}{\hat {P}}_{\mu }={\frac {2G}{c^{3}}}(-i\hbar ){\frac {\partial }{\partial x^{\mu }}}=-2i\,\ell _{P}^{2}{\frac {\partial }{\partial x^{\mu }}}}
или
| Уравнение квантовой гравитации [источник не указан 30 дней] {\displaystyle -2i\ell _{P}^{2}{\frac {\partial }{\partial x^{\mu }}}\|\Psi (x_{\mu })\rangle ={\hat {R}}_{\mu }\|\Psi (x_{\mu })\rangle } |
Тогда коммутатор операторов {\displaystyle {\hat {R}}_{\mu }} и {\displaystyle {\hat {x}}_{\mu }} равен
{\displaystyle [{\hat {R}}_{\mu },{\hat {x}}_{\mu }]=-2i\ell _{P}^{2}}
Откуда следуют вышеуказанные соотношения неопределённостей
| {\displaystyle \Delta R_{\mu }\Delta x_{\mu }\geq \ell _{P}^{2}} |
Подставляя сюда значения {\displaystyle R_{\mu }={\frac {2G}{c^{3}}}m\,c\,U_{\mu }}  и  {\displaystyle \ell _{P}^{2}={\frac {\hbar \,G}{c^{3}}}}
и сокращая справа и слева одинаковые константы, получаем соотношения неопределённостей Гейзенберга.
{\displaystyle \Delta P_{\mu }\Delta x_{\mu }=\Delta (mc\,U_{\mu })\Delta x_{\mu }\geq {\frac {\hbar }{2}}}
В частном случае статического сферически симметричного поля и статического распределения материи имеем  {\displaystyle U_{0}=1,U_{i}=0\,(i=1,2,3)} и остается
{\displaystyle \Delta R_{0}\Delta x_{0}=\Delta r_{g}\Delta r\geq \ell _{P}^{2}}
где {\displaystyle r_{g}} - радиус Шварцшильда, {\displaystyle r} - радиальная координата. Здесь {\displaystyle R_{0}=r_{g}}, а {\displaystyle x_{0}=c\,t=r}, т.к. на планковском уровне материя движется со скоростью света.
Последнее соотношение неопределённостей позволяет делать некоторые оценки уравнений ОТО применительно к планковскому масштабу. Например, выражение для инвариантного интервала {\displaystyle dS} в решении Шварцшильда имеет вид
{\displaystyle dS^{2}=\left(1-{\frac {r_{g}}{r}}\right)c^{2}dt^{2}-{\frac {dr^{2}}{1-{r_{g}}/{r}}}-r^{2}(d\Omega ^{2}+\sin ^{2}\Omega d\varphi ^{2})}
Подставляя сюда, согласно соотношениям неопределённостей, вместо {\displaystyle r_{g}} величину {\displaystyle r_{g}\approx \ell _{P}^{2}/r} получим
{\displaystyle dS^{2}\approx \left(1-{\frac {\ell _{P}^{2}}{r^{2}}}\right)c^{2}dt^{2}-{\frac {dr^{2}}{1-{\ell _{P}^{2}}/{r^{2}}}}-r^{2}(d\Omega ^{2}+\sin ^{2}\Omega d\varphi ^{2})}
Видно, что на планковском уровне {\displaystyle r=\ell _{P}} инвариантный интервал {\displaystyle dS} ограничен снизу планковской длиной, на этом масштабе появляется деление на ноль, что означает образование реальных и виртуальных планковских черных дыр.
Аналогичные оценки можно выполнить и для других уравнений ОТО. 
Выписанные выше соотношения неопределённостей справедливы для любых гравитационных полей.
По оценкам физиков-теоретиков, виртуальные чёрные дыры должны иметь массу порядка массы Планка (2,176·10−8 кг), время жизни порядка Планковского времени (5,39·10−44 секунды), и образовываться с плотностью порядка одного экземпляра на объём Планка. При этом, если виртуальные чёрные дыры существуют, они могут запускать механизм распада протона. Поскольку масса чёрной дыры сначала увеличивается благодаря падению массы на чёрную дыру, а затем уменьшается из-за излучения Хокинга, то испускаемые элементарные частицы, в общем случае, не идентичны тем, которые падают в чёрную дыру. Таким образом, если в виртуальную чёрную дыру попадают два кварка, составляющие протон, то возможно появление антикварка и лептона, что нарушает закон сохранения барионного числа.
Существование виртуальных чёрных дыр усугубляет исчезновение информации в чёрной дыре, так как любой физический процесс потенциально может быть нарушен в результате взаимодействия с виртуальной чёрной дырой.
Образование вакуума, состоящего из виртуальных планковских чёрных дыр (квантовой пены), энергетически наиболее выгодно в трёхмерном пространстве, что, возможно, предопределило 4-мерность наблюдаемого пространства-времени.